# Ghiacciaio Rozier
Il ghiacciaio Rozier (in inglese Rozier Glacier) (64°45′S 62°13′W) è un ghiacciaio situato sulla costa di Danco, nella parte occidentale della Terra di Graham, in Antartide. Il ghiacciaio, il cui punto più alto si trova 563 m s.l.m., fluisce fra la cresta di Balis e il picco di Pishtachev fino ad arrivare alla baia di Wilhelmina, a nord della scogliera di Sophie.

## Storia
Il ghiacciaio Rozier è stato mappato dalla spedizione belga in Antartide del 1897-99, comandata da Adrien de Gerlache, ed è stato così battezzato nel 1960 dal  Comitato britannico per i toponimi antartici in onore di Jean-François Pilâtre de Rozier (1754—1785), il pioniere dell'aviazione francese che il 21 novembre 1783, assieme al marchese François Laurent d'Arlandes, fu protagonista, a bordo di una mongolfiera, del primo volo umano della storia.